# 方丹莱克莱瓦勒
方丹莱克莱瓦勒（法語：Fontaine-lès-Clerval，法語發音：[fɔ̃tɛn lɛ klɛʁval]，意为“克莱瓦勒附近的方丹”）是法国杜省的一个市镇，属于蒙贝利亚尔区。

## 地理
方丹莱克莱瓦勒（47°25'31"N, 6°28'17"E）面积11.5 平方千米，位于法国勃艮第-弗朗什-孔泰大區杜省，该省份为法国东部内陆省份，北起上索恩省，西接汝拉省，东部及东南部与瑞士接壤，东北部与贝尔福地区省接壤。
与方丹莱克莱瓦勒接壤的市镇（或旧市镇、城区）包括：杜河畔蓬皮埃尔、苏瓦、维耶托雷、瓦朗、贡德南-蒙比、洛皮塔勒-圣列弗鲁瓦、派德克莱瓦勒。
方丹莱克莱瓦勒的时区为UTC+01:00、UTC+02:00（夏令时）。

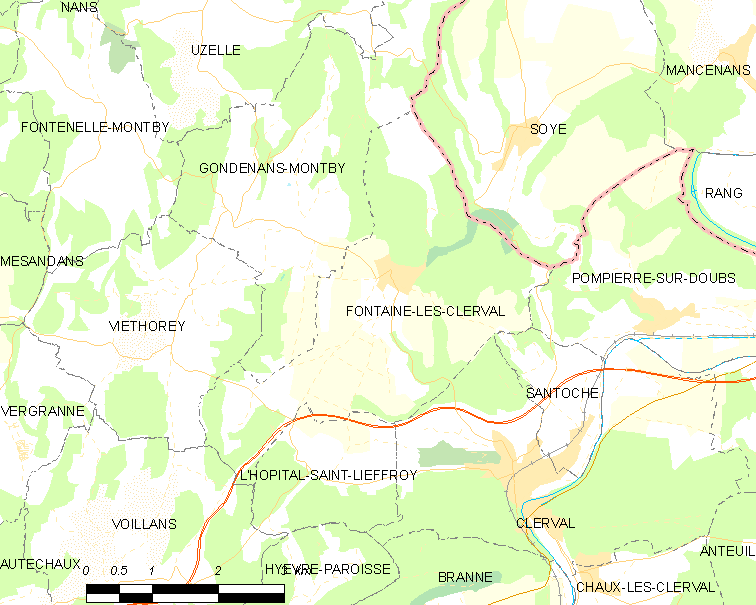
方丹莱克莱瓦勒的OSM定位图

## 行政
方丹莱克莱瓦勒的邮政编码为25340，INSEE市镇编码为25246。

## 政治
方丹莱克莱瓦勒所属的省级选区为巴旺县。

## 人口

1962-2008年间方丹莱克莱瓦勒人口变化图示

方丹莱克莱瓦勒于2022年1月1日时的人口数量为259人。